# Милош Латиновић
Милош Латиновић (Кикинда, 23. септембар 1963) је српски књижевник. Он је директор Битеф театра и Битеф фестивала. Поред романа, пише драмске текстове, приче, поезију, есеје, студије и књижевне прилоге.

## Биографија

### Школовање и професионална каријера
У родном граду је завршио основну и средњу школу. Факултет политичких наука у Београду, потом мастер студије и дипломирао са темом Стеријино позорје и позоришни живот Србије 0д 1956 до 2009. године. 
Као новинар је радио у листу "Комуна", "Радио Кикинди", на телевизији "Б Плус". Сарађивао је у многим листовима и часописима у Србији.
Директор Народне библиотеке "Јован Поповић" је био од 1999. године, а затим од 2003. године директор Народног позоришта у Кикинди. Као заменик председника општине Кикинда је био од 2008. године, потом члан већа задузен за културу и медије.
Тренитно живи и ради у Београду.

### Књижевна каријера
Милош Латиновић је аутор двадесетак књига - десетак романа, књига прича, есеја, пезије, драма и књижевних прилога у периодици и дневним листовима. Дела су му преведена на енглески, мађарски, словачки, словеначки, македонски и румуски језик.
Његове драме Панонски карусел и Црњански или Паyадор су постављене на сцену у професионалним позориштима – обе у Народном позоришту Кикинда.
Редовни је сарадник (од 1997. године) листа "Кишобран" који на српском језику излази у Ванкуверу где је био уредник додатка за књижевност "Рукописи", а сада има своју рубрику "Повремени дневник".
Заједно са проф.др. Јовицом Тркуљом и Бранком Љубојом, је основао стручно – теоријски симпозијум "Кикиндски дијалози" у чијем раду активно учествује.

## Награде и признања
- Награда Друштва књижевника Војводине за књигу године, за роман Џелат у рају, 2008.[3]
- Награда „Стеван Пешић”, за књигу поезије Звезде и острва, 2012.[3]
- Награда „Златни сунцокрет”, за роман Сто дана кише, 2014.[3]
- Награда „Лаза Костић”, за роман Етапе ноћи, 2020.[4]

Роман Четири лудила био је у ужем избору за Нинову награду.

## Одабрана дела
Избор из књижевног ставаралштва:

### Романи
- Приче ветрова – роман у девет прича (1997)
- Џелат у рају: Фантазмагогија (2006)
- Случај виолинисте (1996)
- Ђавољи трилер (2003)
- Сто дана кише (2013)
- Шекспиров клијент (2002)
- Четири лудила (2017)
- На погрешној страни реке (2015)
- Етапе ноћи (2019)
- Дугодневница (2021)

### Приче
- Књига камења и сећања (1995)
- Мурали (2005)
- Седам малих књига (2009)
- Гозба и друге приче о људима и писцима (1995)
- Кофер за излизане крпе и подеране реченице (2010)

### Есеји
- До последњег (уз)даха (2010)

### Драме
- Панонски карусел (1994)
- Црњански или Паyадор (2003)
- Зјапина (2021)

### Поезија
- Звезде и острва (2012)

### Документарна литература
- Записи из године томахавка - дневничке белешке (1999)
- Савремена српска драма (2000)
- Деценија младости: десет година Дома омладине у Кикинди (1995)
- Приче из лепе вароши (коаутор Владимир Сретеновић) (2000)
- Кикинда: историја, култура, села, привреда, спорт, туризам (коаутори - Владимир Сретеновић и Бране Марјановић) (2002)
- Стеријино позорје и позоришни живот Србије од 1956. до 2009. године: мастер рад (2010)